# Passalus unicornis
Passalus unicornis  (лат.) — вид сахарных жуков рода Passalus из семейства пассалиды (Passalidae). Бразилия, Колумбия, Карибские острова (Тринидад и Тобаго, Мартиника, Гваделупа).
Среднего размера жуки, которые имеют длину около 3 см (от 36,6 до 45,0 мм), буровато-чёрные, блестящие. Клипеус с развитыми передними углами. Булава усиков с 3 ламеллами.
Тело вытянутое, уплощённое. Надкрылья в глубоких продольных желобках. От близкого вида Passalus interstitialis отличается более крупными размерами и менее плоским телом. В кишечнике найдены 4 новых для науки вида паразитических нематод.